# Starokatolická farnost Praha
Starokatolická farnost Praha je farnost Starokatolické církve v České republice.

## Historie pražské starokatolické obce
Založení pražské starokatolické náboženské obce je spojeno se jménem Františka Išky (3. prosince 1863 – 28. ledna 1924). Ten již při svých studiích v kněžských seminářích v Českých Budějovicích a v Litoměřicích vstoupil do kontaktu jednak s národně zaměřeným katolictvím, s odporem k dogmatům prvního vatikánského koncilu, s bolzanismem a s německými liberálně-katolickými proudy. Roku 1886 byl vysvěcen na římskokatolického kněze, ale jeho působení v litoměřické diecézi bylo poznamenáno různými konflikty, zejména národnostními, které nakonec vedly k Iškově rozchodu s římskokatolickou církví. Roku 1894 z ní vystoupil a odešel do Vídně, kde se oženil a 19. září téhož roku konvertoval ke starokatolické církvi, jejíž vídeňskou farnost tehdy vedl Miloš Čech.
Jeho úmyslem však bylo založit novou, jazykově českou a národně orientovanou církev (nazýval ji „českoslovanská národní církev katolická“), která by se vedle ideových základů starokatolicismu opírala o české náboženské tradice, především husitství, ale i o východní pravoslaví. První české bohoslužby v tomto duchu konal od 7. července 1898 pro české krajany ve švýcarském Curychu, kde pobýval za účelem studia a byl i vikářem v bernské farnosti švýcarské kristkatolické církve.(44) Po konfliktu s bernským biskupem se však v dubnu 1899 usídlil trvale v Praze, kde se pokoušel založit samostatnou církevní obec, vydával časopis Národní katolík vysvětlující tuto představu veřejnosti a 25. prosince 1899 konal ve svém bytě první soukromou bohoslužbu.
Brzy se však ukázalo, že není naděje na povolení nové církve, a Iška se obrátil na Miloše Čecha, jenž od roku 1897 administroval starokatolické biskupství ve Varnsdorfu, o přijetí pražské obce do svazku rakouské starokatolické církve. Církev tomuto přání vyhověla a její synodní rada Iškovu žádost 25. dubna 1900 přijala, přestože řada duchovních a věřících – zejména varnsdorfský farář, zakladatel a vůdčí propagátor starokatolictví v severních Čechách Anton Nittel – houževnatě protestovala proti přijímání českých kněží, tvoření českých obcí i Iškovi osobně a prosazovala německý národní charakter starokatolické církve. V důsledku patronátu státem uznané církve se tak 3. června 1900 v Praze v sále Konviktu mohla konat první veřejná starokatolická bohoslužba.
Po slibném začátku však přitažlivost nové náboženské obce mezi pražským (a vůbec českým) obyvatelstvem rostla méně, než zakladatelé očekávali (roku 1901 asi 500 členů, v době vzniku Československa asi 1100–1200 členů). Na tom se podepsalo její propojení s církví, již státní orgány i veřejnost spojovaly s německým nacionalismem. Činnosti pražské obce tak byly činěny různé úřední překážky, navíc v letech 1904/1905 utrpěla přechodem části věřících k „národnější“ pravoslavné víře. Navíc František Iška roku 1902 a po krátkém návratu definitivně v květnu 1903 odjel do Spojených států amerických, a zanechal tak církev bez vedení i bez finančního zázemí, na něž podstatně přispíval. Správcem obce se stal Josef Peřina, který se často dostával do konfliktu s věřícími, dvakrát na své místo rezignoval a nakonec byl v listopadu 1908 pro nečinnost odvolán. Jeho nástupcem se stal dosavadní druhý vikář Václav Jaromír Ráb, který působení obce stabilizoval.
Po vzniku Československa (28.10.1918) vzniklo z proudů katolické moderny hnutí za vznik nové české národní církve, které vyústilo v založení Církve československé v lednu 1920. Katolické východisko, národní akcent a přihlášení se k husitské tradici sbližovaly tuto církev s původními myšlenkami zakladatelů starokatolické pražské obce, čeští (ale i němečtí) starokatolíci projevovali o ustavení nové církve zájem nebo se na něm přímo podíleli a V. J. Ráb navrhl přistoupení celé starokatolické pražské obce k Církvi československé, což pražská církevní rada přijala 20. července 1920. V obci se však vyskytli i zastánci samostatnosti a tak jejich synod starokatolické církve secesi pražského sboru neuznal, Rába sesadil a správcem pražské obce jmenoval Antona Liebische. I Církev československá se stavěla k rozhodnutí starokatolíků rezervovaně a odmítla převzít klíče od kaple sv. Máří Magdalény.
Přechod pražské starokatolické obce do Církve československé tedy skončil organizačním neúspěchem a nová církev se navíc začala teologicky od starokatolictví vzdalovat, což vedlo k rozčarování mezi některými bývalými starokatolíky včetně Václava Jaromíra Rába, který se 29. října 1921 vrátil do starokatolické církve a v prosinci téhož roku byl opět ustanoven pražským vikářem. Nadále pracoval na projektu ustavení samostatného biskupství a české národní starokatolické církve, k čemuž však nedošlo.
Církev československá odčerpala potenciál rozvoje českého starokatolictví, jedinou národnostně českou starokatolickou obcí v Československu zůstala pražská, která alespoň po delším procesu získala 17. dubna 1923 uznání jako samostatná farnost. Její životaschopnost byla dále ohrožena vlnou přestupů k pravoslavné církvi v letech 1934–1938 (tzv.pravoslavná krize). Za okupace v roce 1939 zřídil varnsdorfský biskup pro starokatolíky české národnosti (prakticky pro pražskou farnost) samostatný generální vikariát, v jehož čele stanul pražský farář Václav Jaromír Ráb.
Jako jediná starokatolická obec však pražská farnost přečkala i druhou světovou válku a zachránila tak i starokatolickou církev v Československu před zrušením. Pražští duchovní převzali i správu dosud německých farností v severních Čechách a od smrti biskupa Aloise Paška (v dubnu 1946) se Václav Jaromír Ráb stal i správcem starokatolického biskupství, avšak pro pastoraci měl v době postupného nastolování komunistického režimu malý prostor; 10. března 1950 proto ze svých funkcí odstoupil.
Za komunistického režimu bylo fungování pražské farnosti značně omezeno, současně v ní však působili duchovní spolupracující s komunistickým režimem. Pražský farář Miloš Josef Pulec byl koncem roku 1970 pro své postoje na žádost farní rady odvolán biskupem Augustinem Podolákem; odmítl však svou funkci opustit a naopak spolupracoval se státními orgány na odstranění biskupa, který pak byl na podzim roku 1971 zbaven státního souhlasu k výkonu duchovní služby. V církvi se tak vytvořily oficiální a podzemní struktura; Miloš Josef Pulec zůstal oficiálním představitelem pražské farnosti (stál i v čele synodní rady, řídící celou církev), jejímž podzemním farářem Podolák roku 1980 jmenoval Dušana Hejbala.
Na 29. dubna 1990 byla svolána starokatolická 38.synoda (Synoda obnovy), která – přes určité rozbroje – potvrdila Dušana Hejbala ve funkci faráře pražské farnosti, jejíž duchovní správu vedl jako farář a později administrátor až do června 2018. Současným administrátorem je PhDr. Ing. Petr Krohe. D.Hejbal se současně (1990) stal generálním vikářem české starokatolické církve a po smrti Augustina Podoláka 7. ledna 1991 byl zvolen i jeho nástupcem v biskupském úřadě.

## Filiální obce
Pražská farnost byla před druhou světovou válkou rozdělena na dvě, Praha-východ (s centrem v kapli na Novoměstské radnici) a Praha-západ (s centrem v kapli sv. Máří Magdalény). Při redukci farností roku 1946 byly opět spojeny. O roku 2004 je od Pražské farnosti oddělena samostatná farnost Praha – sv. Máří Magdaléna a v současnosti je samostatná duchovní správa rovněž při katedrálních chrámu sv. Vavřince. 
K farnosti Praha náleží filiální obec v Ústí nad Labem, která však nevyvíjí činnost.

## Starokatolické kostely v Praze

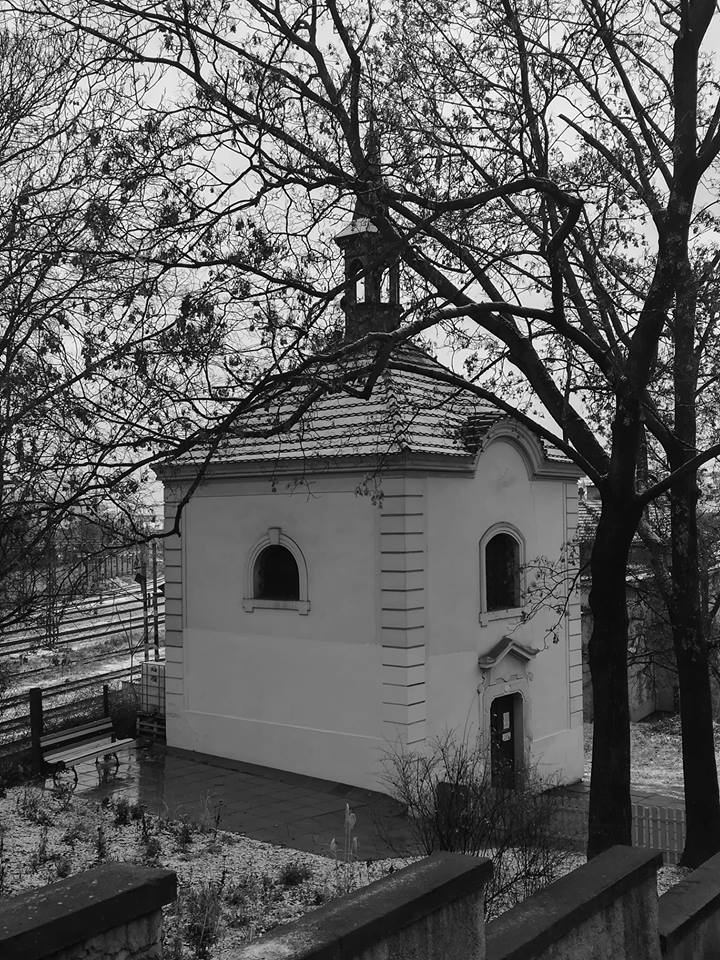
Kaple svaté Rodiny u Nuselských schodů (leden 2019).

První bohoslužby v Praze se konaly soukromě v bytě Františka Išky; ten brzy přestal postačovat počtu věřících, ale nalezení trvalého veřejného bohoslužebného prostoru naráželo na překážky, jež činnosti pražské starokatolické obce kladly úřady, ale (zejména po Iškově odchodu) i její stálé finanční potíže. V roce 1900 byla pronajata bývalá tiskárna v Jeruzalémské ulici a po rekonstrukci pojmenována „Betlémská kaple“. Ani její kapacita nebyla dostatečná a obec se snažila problém vyřešit pronájmem větší modlitebny (v ulici Karolíny Světlé) nebo konáním bohoslužeb v evangelickém kostele u Salvátora, i odtud však byli nuceni roku 1905 odejít a spokojit se s Betlémskou kaplí. V roce 1908 přišla obec v důsledku platební neschopnosti i o nájem Betlémské kaple a ocitla se bez bohoslužebného prostoru; nakonec jí město Praha – zřejmě na přímluvu úředníka magistrátu a tehdejšího třetího vikáře pražské starokatolické obce Emila Dlouhého-Pokorného – bezplatně propůjčilo kapli sv. Máří Magdalény pod Letnou u Čechova mostu, která pak byla až do 50. let 20. století hlavním starokatolickým chrámem v Praze.
Kaple sv. Máří Magdalény ani později získaná kaple na Olšanských hřbitovech nedostačovaly bohoslužebným účelům pražské starokatolické farnosti, dlouho však nemohla najít jiný stánek. Od roku 1939 do 80. let 20. století se bohoslužby konaly příležitostně v kostele svatého Martina ve zdi na Starém Městě pražském, roku 1956 se konečně starokatolickým farním kostelem stala blízká rotunda svatého Kříže Menšího, o jejíž získání církev usilovala již na počátku 20. století. Roku 1970 získala církev rovněž kapli svaté Rodiny pod Nuselskými schody, opravenou vlastními silami. V roce 1994 pak získala kostel svatého Vavřince na Petříně, který se po přemístění sídla starokatolického biskupství z Varnsdorfu do Prahy roku 1995 stal katedrálním.

## Činnost farnosti
Od roku 1992 při farnosti v ulici Karoliny Světlé působí středisko Communio s obecně pastoračním posláním, poskytující současně různá poradenství a organizující kulturní, výchovné a volnočasové akce.